# Tipula (Papuatipula) gressittiana
Tipula (Papuatipula) gressittiana is een tweevleugelige uit de familie langpootmuggen (Tipulidae). De soort komt voor in het Australaziatisch gebied.